# Приока
Приока (итал. Priocca) је насеље у Италији у округу Кунео, региону Пијемонт.
Према процени из 2011. у насељу је живело 1668 становника. Насеље се налази на надморској висини од 215 м.

## Становништво
Према резултатима пописа становништва 2011. у општини је живело 2.001 становника.
| 1931. | 1936. | 1951. | 1961. | 1971. | 1981. | 1991. | 2001. | 2011. |
| ----- | ----- | ----- | ----- | ----- | ----- | ----- | ----- | ----- |
| 2.645 | 2.490 | 2.279 | 1.960 | 1.882 | 1.803 | 1.784 | 1.956 | 2.001 |